# Aisha Dee
Aisha Dee (Gold Coast, Queensland; 13 de septiembre de 1993) es una actriz y cantante australiana conocida por su papel de Beth Kingston en Chasing Life y Kat Edison en The Bold Type.

## Primeros años
Dee nació y creció en Gold Coast, Queensland, Australia y proviene de una familia multirracial. Además tiene hermanos más pequeños.

## Carrera
Dee comenzó actuar en 2008 e interpretó a Desiree Biggins en la serie infantil australiana The Saddle Club. En 2011, apareció en dos episodios de Terra Nova de Fox como Tasha. De 2014 a 2015, formó parte del elenco principal de la serie de Freeform Chasing Life interpretando Beth, la mejor amiga de April, Dee habló con su acento australiano. Además hizo una aparición especial en la serie Baby Daddy también de Freeform interpretando a Olivia. Dee apareció en un papel recurrente en la serie de MTV Sweet/Vicious como Kennedy Cates que fue cancelada tras emitirse una temporada. En agosto de 2016, Dee se unió al elenco principal de la serie de Freeform The Bold Type interpretando a Kat Edison, la directora de las redes sociales de la revista Scarlet, que se estrenó el 11 de julio de 2017. La serie fue renovada por dos temporadas más. En mayo de 2019, la serie fue renovada para una cuarta temporada de 18 episodios que se estrenó el 23 de enero de 2020.

## Vida personal
Dee solía tomar clases de boxeo. Se identifica como queer.

## Filmografía
| Cine          | Cine                       | Cine                      | Cine                                                                                    |
| Año           | Título                     | Rol                       | Notas                                                                                   |
| ------------- | -------------------------- | ------------------------- | --------------------------------------------------------------------------------------- |
| 2015          | TheCavKid                  | Maura                     | Cortometraje                                                                            |
| 2022          | Look Both Ways             | Cara                      | Largometraje de Netflix                                                                 |
| Televisión    |                            |                           |                                                                                         |
| Año           | Título                     | Rol                       | Notas                                                                                   |
| 2008–2009     | The Saddle Club            | Desiree "Desi" Biggins    | Papel recurrente; 24 episodios                                                          |
| 2009          | Skyrunners                 | Katherine "Katie" Wallace | Película para televisión                                                                |
| 2010          | Dead Gorgeous              | Christine                 | Papel principal; 13 episodios                                                           |
| 2011–2013     | I Hate My Teenage Daughter | Mackenzie                 | Papel recurrente; 13 episodios                                                          |
| 2011          | Terra Nova                 | Tasha                     | Invitada; 2 episodios                                                                   |
| 2014–2015     | Chasing Life               | Elizabeth "Beth" Kingston | Papel principal; 34 episodios                                                           |
| 2015          | Baby Daddy                 | Olivia                    | Episodio: "House of Cards"                                                              |
| 2015          | Comedy Bang! Bang!         | Amiga adolescente         | Episodio: "Thomas Middleditch Wears an Enigmatic Sweatshirt and Sweatpants and Pockets" |
| 2016–2017     | Sweet/Vicious              | Kennedy                   | Papel principal; 10 episodios                                                           |
| 2017–presente | The Bold Type              | Kat Edison                | Papel principal; 30 episodios                                                           |
| 2017          | Channel Zero: No-End House | Jules Koja                | Papel principal; 6 episodios                                                            |

## Premios y nominaciones
| Año  | Premiación         | Categoría                | Trabajo       | Resultado |
| ---- | ------------------ | ------------------------ | ------------- | --------- |
| 2017 | Teen Choice Awards | Choice Summer TV Actress | The Bold Type | Nom       |
| 2018 | Teen Choice Awards | Choice Summer TV Star    | The Bold Type | Nominada  |